# Sugih Waras (Muara Sugihan)
Sugih Waras is een bestuurslaag in het regentschap Banyuasin van de provincie Zuid-Sumatra, Indonesië. Sugih Waras telt 1943 inwoners (volkstelling 2010).